# Ligne de Bielle à Novare
La ligne Bielle - Novare est une ligne ferroviaire régionale du Piémont en Italie qui relie Bielle au nœud ferroviaire de Novare vers Milan et Alexandrie, touchant des petites villes de la province de Novare et Verceil.

## Histoire
La ligne a été mise en service le 18 mai 1939, devenant pleinement opérationnelle le 20 juillet 1940 à cause de la nécessité de completaire certaines plantes, et manque de matériel roulant.
Le 21 janvier 1961, à l'avance de date limite du contact avec le Societè Ferrovia Biella Novara (SFBN), la ligne a été incorporée dans le réseau de l'État et passe sous la direction Ferrovie dello Stato Italiane.
À partir de l'an 2000 la direction de la ligne passe sous a Rete ferroviaria italiana.

## Caractéristiques

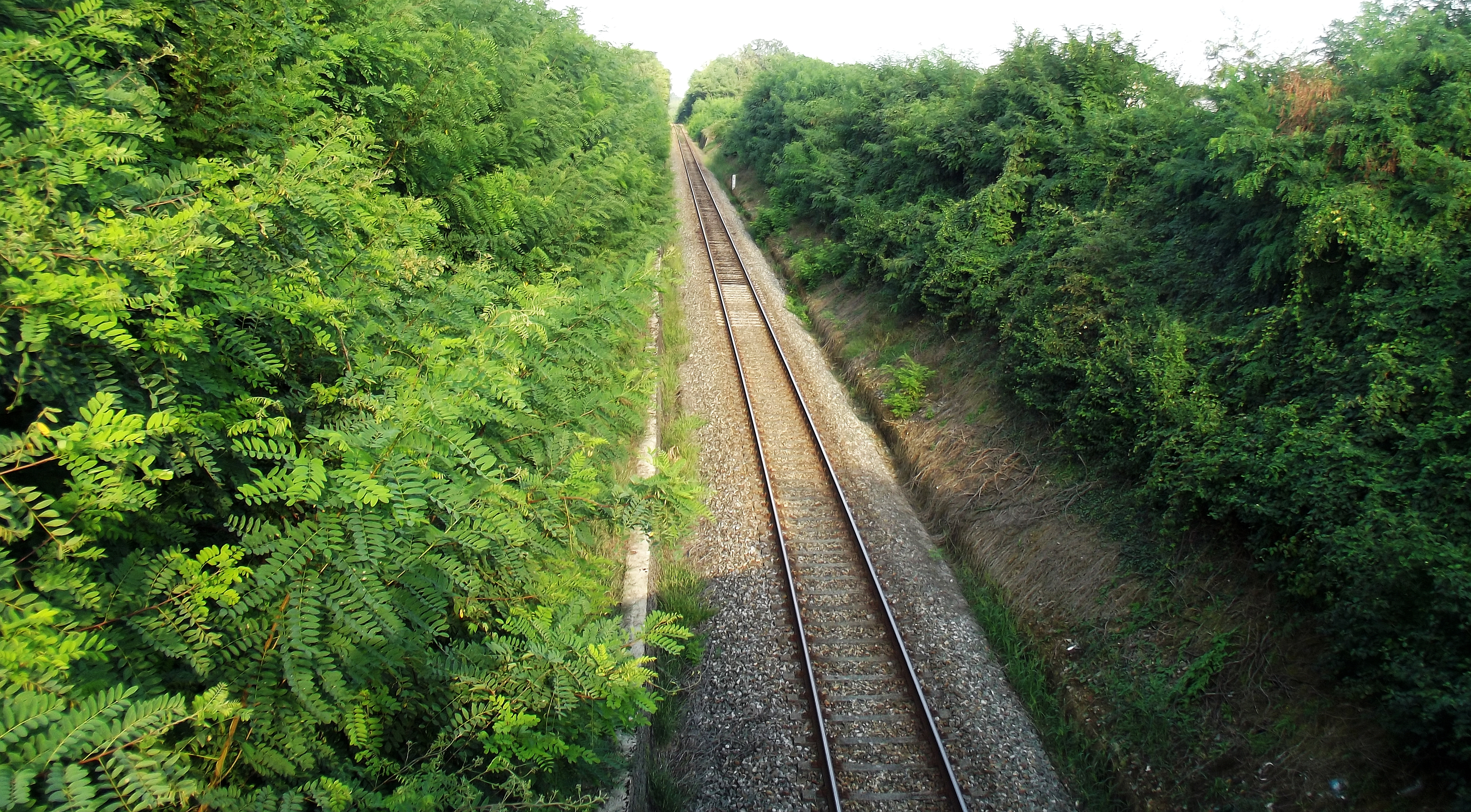
La chemin de fer entre Cossato et Masserano

La ligne est un chemin de fer à voie unique non-électrifiée et ordinaire, longue de 50,8 km.
Après les travaux faits au cours des années 1990, reste trois gares comme points de croisement : Cossato, Rovasenda et Casaleggio qui ont deux ou plus voies. La gare de Rovasenda place rôle d'échange avec la ligne de Santhià à Arona